# Liste des épisodes de The Expanse

Cette page présente la liste des épisodes de la série série télévisée The Expanse.

## Première saison (2015-2016)
| #         | Titre                                   | Réalisation          | Scénario                                          | Audiences (millions) | Première diffusion                                                       |
| --------- | --------------------------------------- | -------------------- | ------------------------------------------------- | -------------------- | ------------------------------------------------------------------------ |
| 1 (1-01)  | Dulcinea                                | Terry McDonough (en) | Mark Fergus et Hawk Ostby                         | 1,19                 | États-Unis : 14 décembre 2015 Belgique, Suisse, France : 3 novembre 2016 |
| 2 (1-02)  | Le Grand Vide The Big Empty             | Terry McDonough (en) | Mark Fergus et Hawk Ostby                         | 0,854                | États-Unis : 15 décembre 2015 Belgique, Suisse, France : 3 novembre 2016 |
| 3 (1-03)  | N'oubliez pas le Cant Remember the Cant | Jeff Woolnough (en)  | Robin Veith (en)                                  | 0,676                | États-Unis : 22 décembre 2015 Belgique, Suisse, France : 3 novembre 2016 |
| 4 (1-04)  | Combat rapproché CQB                    | Jeff Woolnough (en)  | Naren Shankar (en)                                | 0,633                | États-Unis : 29 décembre 2015 Belgique, Suisse, France : 3 novembre 2016 |
| 5 (1-05)  | Station Tycho Back to the Butcher       | Rob Lieberman        | Dan Nowak                                         | 0,631                | États-Unis : 5 janvier 2016 Belgique, Suisse, France : 3 novembre 2016   |
| 6 (1-06)  | Révélations Rock Bottom                 | Rob Lieberman        | Jason Ning                                        | 0,713                | États-Unis : 12 janvier 2016 Belgique, Suisse, France : 3 novembre 2016  |
| 7 (1-07)  | Vers l'inconnu Windmills                | Bill Johnson (en)    | Daniel Abraham et Ty Franck                       | 0,502                | États-Unis : 19 janvier 2016 Belgique, Suisse, France : 3 novembre 2016  |
| 8 (1-08)  | Sauvetage Salvage                       | Bill Johnson (en)    | Robin Veith (en)                                  | 0,721                | États-Unis : 26 janvier 2016 Belgique, Suisse, France : 3 novembre 2016  |
| 9 (1-09)  | Masse critique Critical Mass            | Terry McDonough (en) | Robin Veith (en), Dan Nowak et Naren Shankar (en) | 0,555                | États-Unis : 2 février 2016 Belgique, Suisse, France : 3 novembre 2016   |
| 10 (1-10) | L'Éveil du Léviathan Leviathan Wakes    | Terry McDonough (en) | Mark Fergus et Hawk Ostby                         | 0,555                | États-Unis : 2 février 2016 Belgique, Suisse, France : 3 novembre 2016   |

## Deuxième saison (2017)
| #         | Titre                                            | Réalisation      | Scénario                                   | Audiences (millions) | Première diffusion                                                        |
| --------- | ------------------------------------------------ | ---------------- | ------------------------------------------ | -------------------- | ------------------------------------------------------------------------- |
| 11 (2-01) | En sécurité Safe                                 | Breck Eisner     | Mark Fergus et Hawk Ostby                  | 0,700                | États-Unis : 1er février 2017 Belgique, Suisse, France : 8 septembre 2017 |
| 12 (2-02) | Les Portes et les angles Doors and Corners       | Breck Eisner     | Daniel Abraham et Ty Franck                | 0,700                | États-Unis : 1er février 2017 Belgique, Suisse, France : 8 septembre 2017 |
| 13 (2-03) | Gravité 1 Static                                 | Jeff Woolnough   | Robin Veith                                | 0,587                | États-Unis : 8 février 2017 Belgique, Suisse, France : 8 septembre 2017   |
| 14 (2-04) | Que Dieu vous protège Godspeed                   | Jeff Woolnough   | Dan Nowak                                  | 0,534                | États-Unis : 15 février 2017 Belgique, Suisse, France : 8 septembre 2017  |
| 15 (2-05) | Chez nous Home                                   | David Grossman   | Mark Fergus et Hawk Ostby                  | 0,600                | États-Unis : 22 février 2017 Belgique, Suisse, France : 8 septembre 2017  |
| 16 (2-06) | Changement Paradigm Shift                        | David Grossman   | Naren Shankar                              | 0,625                | États-Unis : 1er mars 2017 Belgique, Suisse, France : 8 septembre 2017    |
| 17 (2-07) | Le Septième homme The Seventh Man                | Kenneth Fink     | Georgia Lee                                | 0,451                | États-Unis : 8 mars 2017 Belgique, Suisse, France : 8 septembre 2017      |
| 18 (2-08) | Réfugiés Pyre                                    | Kenneth Fink     | Robin Veith                                | 0,460                | États-Unis : 15 mars 2017 Belgique, Suisse, France : 8 septembre 2017     |
| 19 (2-09) | Le Somnambule en pleurs The Weeping Somnambulist | Mikael Salomon   | Hallie Lambert                             | 0,471                | États-Unis : 22 mars 2017 Belgique, Suisse, France : 8 septembre 2017     |
| 20 (2-10) | La Cascade Cascade                               | Mikael Salomon   | Dan Nowak                                  | 0,573                | États-Unis : 29 mars 2017 Belgique, Suisse, France : 8 septembre 2017     |
| 21 (2-11) | Ici demeurent les dragons Here There Be Dragons  | Rob Lieberman    | Georgia Lee                                | 0,504                | États-Unis : 5 avril 2017 Belgique, Suisse, France : 8 septembre 2017     |
| 22 (2-12) | Écoute ton cœur The Monster and the Rocket       | Rob Lieberman    | Mark Fergus et Hawk Ostby                  | 0,515                | États-Unis : 12 avril 2017 Belgique, Suisse, France : 8 septembre 2017    |
| 23 (2-13) | La Guerre de Caliban Caliban's War               | Thor Freudenthal | Daniel Abraham, Ty Franck et Naren Shankar | 0,581                | États-Unis : 19 avril 2017 Belgique, Suisse, France : 8 septembre 2017    |

## Troisième saison (2018)
| #         | Titre                                   | Réalisation        | Scénario                                   | Audiences (millions) | Première diffusion,                                   |
| --------- | --------------------------------------- | ------------------ | ------------------------------------------ | -------------------- | ----------------------------------------------------- |
| 24 (3-01) | Fuir ou se battre Fight or flight       | Breck Eisner       | Mark Fergus et Hawk Ostby                  | 0,653                | États-Unis : 11 avril 2018 Québec : 29 septembre 2018 |
| 25 (3-02) | Ami ou Ennemi IFF                       | Breck Eisner       | Daniel Abraham et Ty Franck                | 0,500                | États-Unis : 18 avril 2018 Québec : 29 septembre 2018 |
| 26 (3-03) | Destruction assurée Assured Destruction | Thor Freudenthal   | Dan Nowak                                  | 0,553                | États-Unis : 25 avril 2018 Québec : 29 septembre 2018 |
| 27 (3-04) | Recharger Reload                        | Thor Freudenthal   | Robin Veith (en)                           | 0,590                | États-Unis : 2 mai 2018 Québec : 29 septembre 2018    |
| 28 (3-05) | Triple Point                            | Jeff Woolnough     | Georgia Lee                                | 0,555                | États-Unis : 9 mai 2018 Québec : 29 septembre 2018    |
| 29 (3-06) | Immolation                              | Jeff Woolnough     | Alan DiFiore                               | 0,609                | États-Unis : 16 mai 2018 Québec : 29 septembre 2018   |
| 30 (3-07) | Delta-V                                 | Kenneth Fink       | Naren Shankar                              | 0,625                | États-Unis : 23 mai 2018 Québec : 29 septembre 2018   |
| 31 (3-08) | Il entre en contact It Reaches Out      | Kenneth Fink       | Mark Fergus et Hawk Ostby                  | 0,609                | États-Unis : 30 mai 2018 Québec : 29 septembre 2018   |
| 32 (3-09) | Intransigeance Intransigence            | David Grossman     | Hallie Lambert                             | 0,568                | États-Unis : 6 juin 2018 Québec : 29 septembre 2018   |
| 33 (3-10) | Nouveau Ciel Dandelion Sky              | David Grossman     | Georgia Lee                                | 0,615                | États-Unis : 13 juin 2018 Québec : 29 septembre 2018  |
| 34 (3-11) | Inertie Fallen World                    | Jennifer Phang     | Dan Nowak                                  | 0,670                | États-Unis : 20 juin 2018 Québec : 29 septembre 2018  |
| 35 (3-12) | Congrégation Congregation               | Jennifer Phang     | Daniel Abraham et Ty Franck                | 0,730                | États-Unis : 27 juin 2018 Québec : 29 septembre 2018  |
| 36 (3-13) | La Porte d'Abaddon Abaddon's Gate       | Simon Cellan Jones | Daniel Abraham, Ty Franck et Naren Shankar | 0,606                | États-Unis : 27 juin 2018 Québec : 29 septembre 2018  |

## Quatrième saison (2019)
| #         | Titre                              | Réalisation    | Scénario                                   | Audiences (millions) | Première diffusion                                                |
| --------- | ---------------------------------- | -------------- | ------------------------------------------ | -------------------- | ----------------------------------------------------------------- |
| 37 (4-01) | Nouvelle Terra New Terra           | Breck Eisner   | Mark Fergus et Hawk Ostby                  |                      | Belgique, États-Unis, France, Québec et Suisse : 13 décembre 2019 |
| 38 (4-02) | Débris Jetsam                      | Breck Eisner   | Laura Marks                                |                      | Belgique, États-Unis, France, Québec et Suisse : 13 décembre 2019 |
| 39 (4-03) | Subduction                         | David Petrarca | Dan Nowak                                  |                      | Belgique, États-Unis, France, Québec et Suisse : 13 décembre 2019 |
| 40 (4-04) | Rétrograde Retrograde              | David Petrarca | Matthew Rasmussen                          |                      | Belgique, États-Unis, France, Québec et Suisse : 13 décembre 2019 |
| 41 (4-05) | L'Oppresseur Oppressor             | Jeff Woolnough | Daniel Abraham et Ty Franck                |                      | Belgique, États-Unis, France, Québec et Suisse : 13 décembre 2019 |
| 42 (4-06) | Délocalisation Displacement        | Jeff Woolnough | Hallie Lambert                             |                      | Belgique, États-Unis, France, Québec et Suisse : 13 décembre 2019 |
| 43 (4-07) | Tir à l'aveugle A Shot In The Dark | Sarah Harding  | Dan Nowak                                  |                      | Belgique, États-Unis, France, Québec et Suisse : 13 décembre 2019 |
| 44 (4-08) | Le Borgne The One-Eyed Man         | Sarah Harding  | Dan Nowak                                  |                      | Belgique, États-Unis, France, Québec et Suisse : 13 décembre 2019 |
| 45 (4-09) | Saeculum                           | Breck Eisner   | Daniel Abraham et Ty Franck                |                      | Belgique, États-Unis, France, Québec et Suisse : 13 décembre 2019 |
| 46 (4-10) | Les Feux de Cibola Cibola Burn     | Breck Eisner   | Daniel Abraham, Ty Franck et Naren Shankar |                      | Belgique, États-Unis, France, Québec et Suisse : 13 décembre 2019 |

## Cinquième saison (2020-2021)
| #         | Titre                             | Réalisation    | Scénario                                   | Audiences (millions) | Première diffusion                                                |
| --------- | --------------------------------- | -------------- | ------------------------------------------ | -------------------- | ----------------------------------------------------------------- |
| 47 (5-01) | L'Exode Exodus                    | Breck Eisner   | Naren Shankar                              |                      | Belgique, États-Unis, France, Québec et Suisse : 16 décembre 2020 |
| 48 (5-02) | Bouleversements Churn             | Breck Eisner   | Daniel Abraham et James S. A. Corey        |                      | Belgique, États-Unis, France, Québec et Suisse : 16 décembre 2020 |
| 49 (5-03) | Mère Mother                       | Thomas Jane    | Dan Nowak                                  |                      | Belgique, États-Unis, France, Québec et Suisse : 16 décembre 2020 |
| 50 (5-04) | Gaugamèles Gaugamela              | Nick Gomez     | Dan Nowak                                  |                      | Belgique, États-Unis, France, Québec et Suisse : 23 décembre 2020 |
| 51 (5-05) | Défaits Down and Out              | Jeff Woolnough | Matthew Rasmussen                          |                      | Belgique, États-Unis, France, Québec et Suisse : 30 décembre 2020 |
| 52 (5-06) | Tribus Tribes                     | Jeff Woolnough | Hallie Lambert                             |                      | Belgique, États-Unis, France, Québec et Suisse : 6 janvier 2021   |
| 53 (5-07) | Oyedeng                           | Marisol Adler  | Dan Nowak                                  |                      | Belgique, États-Unis, France, Québec et Suisse : 13 janvier 2021  |
| 54 (5-08) | Le Vide Hard Vacuum               | Marisol Adler  | Dan Nowak                                  |                      | Belgique, États-Unis, France, Québec et Suisse : 20 janvier 2021  |
| 55 (5-09) | Winnipesaukee                     | Breck Eisner   | Daniel Abraham, Ty Franck et Naren Shankar |                      | Belgique, États-Unis, France, Québec et Suisse : 27 janvier 2021  |
| 56 (5-10) | Les Jeux de Némésis Nemesis Games | Breck Eisner   | Daniel Abraham, Ty Franck et Naren Shankar |                      | Belgique, États-Unis, France, Québec et Suisse : 3 février 2021   |

## Sixième saison (2021-2022)
Cette dernière saison de six épisodes est diffusée hebdomadairement depuis le 10 décembre 2021 sur Amazon Prime Video.
| #         | Titre                                       | Réalisation                                | Scénario       | Audiences (millions) | Première diffusion                                                |
| --------- | ------------------------------------------- | ------------------------------------------ | -------------- | -------------------- | ----------------------------------------------------------------- |
| 57 (6-01) | D’étranges chiens Strange Dogs              | Naren Shankar                              | Breck Eisner   |                      | Belgique, États-Unis, France, Québec et Suisse : 10 décembre 2021 |
| 58 (6-02) | L’Azure Dragon Azure Dragon                 | Daniel Abraham et Ty Franck                | Jeff Woolnough |                      | Belgique, États-Unis, France, Québec et Suisse : 17 décembre 2021 |
| 59 (6-03) | Force de projection Force Projection        | Dan Nowak                                  | Jeff Woolnough |                      | Belgique, États-Unis, France, Québec et Suisse : 24 décembre 2021 |
| 60 (6-04) | Redoute Redoubt                             | Dan Nowak                                  | Anya Adams     |                      | Belgique, États-Unis, France, Québec et Suisse : 31 décembre 2021 |
| 61 (6-05) | Ce pour quoi nous nous battons Why We Fight | Daniel Abraham et Ty Franck                | Anya Adams     |                      | Belgique, États-Unis, France, Québec et Suisse : 7 janvier 2022   |
| 62 (6-06) | Les Cendres de Babylone Babylon's Ashes     | Daniel Abraham, Ty Franck et Naren Shankar | Breck Eisner   |                      | Belgique, États-Unis, France, Québec et Suisse : 14 janvier 2022  |